# Diola-kasa
Ne doit pas être confondu avec Dioula.
Cet article concerne la langue diola-kasa. Pour le peuple Diola et les langues diola, voir Diolas et diola.
Le diola-kasa ou kasa (jóola-kaasa en diola-kasa) est une variante du diola, un continuum linguistique de langues nigéro-congolaises. Il est parlé principalement au Sénégal dans la Casamance, et dans la Gambie voisine.

## Écriture
| a | aa | á  | áa | b  | c | d | e | ee | é | ée | f | p | g |
| h | i  | ii | í  | íi | j | k | l | m  | l | l̥  | m | n | ñ |
| ŋ | o  | oo | ó  | óo | s | t | u | uu | ú | úu | w | y | ’ |